# Zuloaga
Zuloaga es una entidad de población española del municipio de Arrancudiaga, perteneciente a la provincia de Vizcaya, en la comunidad autónoma del País Vasco. En 2022, la entidad singular de población tenía empadronados 115 habitantes.